# Nazionale maschile under 21 di calcio a 5 dell'Italia
La Nazionale di calcio a 5 italiana Under-21 è la rappresentativa di Calcio a 5 Under-21 dell'Italia ed è posta sotto l'egida della FIGC. L'esordio assoluto della selezione avvenne l'8 giugno 1998 a Padova contro i pari età della Croazia; la partita si concluse con la vittoria degli azzurrini per 3-2.

## Partecipazioni al Campionato europeo di calcio a 5 Under-21
La nazionale italiana è stata tra le 28 selezioni che hanno partecipato alle qualificazioni per il primo e unico campionato europeo di categoria, dove ha ottenuto l'accesso alla fase finale in Russia nel girone 6 disputato tra le mura amiche di Martina Franca, battendo i pari età di Francia, Turchia e Moldova. Nella fase finale, disputatasi a San Pietroburgo, l'Italia giunge in finale superando la Spagna in semifinale ma perde la finalissima contro i padroni di casa della Russia ai supplementari. Due azzurri alla fine del torneo sono tra i 12 giocatori più promettenti della manifestazione:Gabriel Lima e Wellington Coco.

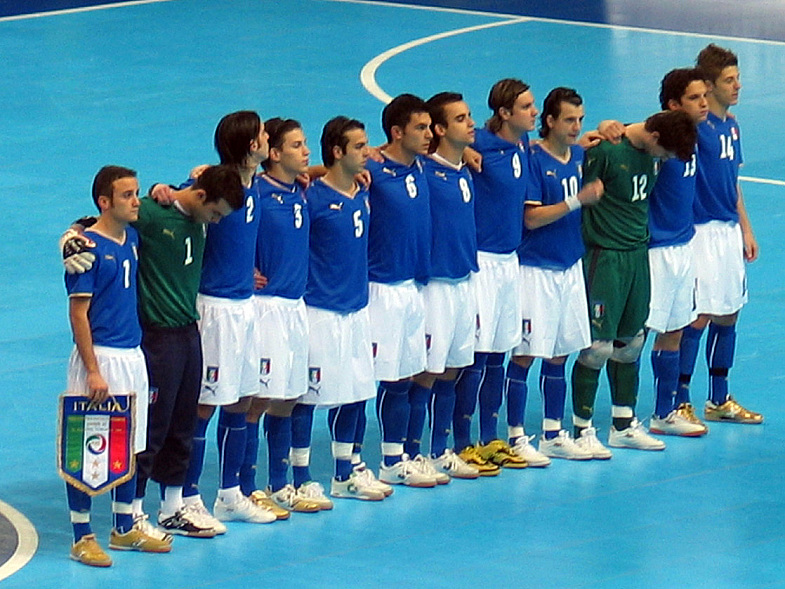
Campionato europeo di calcio a 5 Under-21 2008. Finale

## Staff Tecnico
- Allenatore: Carmine Tarantino
- Segretario: Massimo Vari
- Collaboratore tecnico: Davide Marfella
- Allenatore Portieri: Riccardo Budoni
- Preparatore atletico: Gianluca Briotti
- Medico: Giuseppe Maccauro
- Fisioterapista: Paolo Ceccarelli
- Responsabile del materiale: Emanuele Esposito

## Lista dei commissari tecnici
| Anni                  | Nome                 | Part. | Vitt. | Par. | Scon. | Gol f. | Gol s. |
| --------------------- | -------------------- | ----- | ----- | ---- | ----- | ------ | ------ |
| 1998-1999             | Alessandro Nuccorini | 3     | 3     | 0    | 0     | 12     | 3      |
| 2000-2001             | Roberto Menichelli   | 2     | 2     | 0    | 0     | 8      | 2      |
| 2001-2009             | Paolo Minicucci      | 50    | 32    | 9    | 9     | 182    | 94     |
| 01/09/2009-06/07/2015 | Raoul Albani         | 37    | 14    | 9    | 14    | 82     | 91     |
| 01/08/2015-           | Carmine Tarantino    |       |       |      |       |        |        |

Aggiornato al 31/12/2014

## Palmarès

### Campionato europeo
- 2008 - 2º posto